# Derecho bizantino
El derecho bizantino era esencialmente una continuación del derecho romano con mayor influencia cristiana. La mayoría de las fuentes definen el derecho bizantino como las tradiciones jurídicas romanas que comenzaron después del reinado de Justiniano I en el siglo VI y que terminaron con la caída de Constantinopla en el siglo XV.
Aunque durante y después del  Renacimiento europeo las prácticas jurídicas occidentales estuvieron fuertemente influenciadas por el Código de Justiniano el — Corpus iuris civilis— y el derecho romano durante la época clásica, la ley bizantina tuvo influencia sustancial en las tradiciones occidentales durante la Edad Media y épocas posteriores.
El texto legal más importante del derecho bizantino fue la Ecloga, emitida por León III, el primer código legal romano-bizantino escrito en griego en lugar del latín. Poco después se estableció la Ley agraria que regulaba las normas legales fuera de las ciudades. Si bien la Ecloga fue influyente en todo el Mediterráneo, y también en Europa, debido a la importancia de Constantinopla como centro comercial, la Ley agraria fue una influencia fundamental en las tradiciones jurídicas eslavas, incluidas las de Rusia.

## Influencias y fuentes
Bizancio heredó sus principales instituciones políticas, culturales y sociales de  Roma. Del mismo modo, el derecho romano constituyó la base del sistema jurídico bizantino. Durante muchos siglos las dos grandes codificaciones del derecho romano, llevadas a cabo por Teodosio II y Justiniano respectivamente, fueron las piedras angulares de la legislación bizantina. Por supuesto, a lo largo de los años, estos códigos romanos se ajustaron a las circunstancias actuales y luego fueron reemplazados por nuevas codificaciones, escritas en griego. Sin embargo, la influencia del derecho romano persistió, y es obvio en las codificaciones, como los Basílicos, que se basó en el Corpus iuris civilis. En el siglo XI, Miguel Psellos se enorgullece de estar familiarizado con el legado legal romano (Ἰταλῶν σοφία).
De acuerdo con la tradición jurídica tardorromana, la fuente legale principal —fons legum— en Bizancio siguió siendo la puesta en escena de los emperadores. El último inició algunas codificaciones importantes de la ley romana, pero también emitió sus propias «nuevas leyes», las Novelas (latín Novellae, griego Νεαραὶ). En la época bizantina ,la tardorromana, el interés legislativo de los emperadores se intensificó y las leyes regulaban los aspectos principales de la vida pública, privada, económica y social. Por ejemplo, Constantino I fue el primero en regular el divorcio y Teodosio I intervino en cuestiones de fe, imponiendo una versión específica del Credo, es decir, durante aproximadamente 100 años, se emitieron más de 2000 leyes. Justiniano solo promulgó unas 600 leyes. Poco a poco, el entusiasmo legislativo disminuyó, pero todavía algunas de las leyes de los emperadores posteriores, como las Novelas de León III, son de particular importancia. La costumbre siguió desempeñando un papel limitado como fuente secundaria de derecho, pero la legislación escrita tenía precedencia.

## Período bizantino temprano
No hay una fecha establecida definitivamente que marque el comienzo el llamado período bizantino de la historia romana. Durante los  siglos IV, V y VI, el Imperio se dividió y se unió administrativamente más de una vez. Pero fue durante este período cuando Constantinopla se estableció por primera vez y el Este obtuvo su propia identidad administrativamente; por lo que, a menudo, se considera el inicio del temprano período bizantino. Sin embargo, a pesar de esto, los desarrollos legales durante este período se consideran parte del derecho romano, a diferencia del derecho bizantino, en parte porque los documentos legales durante este período todavía se escribían en latín. Estos desarrollos fueron pasos clave en la formación del derecho bizantino.

### Código Teodosiano
En 438, el emperador Teodosio publicó el Código Teodosiano, que constaba de 16 libros y contenía todas las leyes vigentes desde la época de Constantino I hasta entonces.

### Corpus iuris civilis
Poco después de su ascension en 527, Justiniano nombró una comisión para recopilar y codificar el derecho romano existente. Una segunda comisión, encabezada por el jurista Triboniano, fue nombrada en 530 para seleccionar las materias de valor permanente de las obras de los juristas, editarla y ordenarla en 50 libros. En 533 esta comisión produjo el Digesto.
Aunque el derecho tal como se practicaba en la antigua Roma había crecido como un derecho casuístico basado en la jurisprudencia, si bien esta no era el llamado «derecho romano postclásico» de las épocas medieval y moderna. Ahora el derecho romano afirma que se basa en principios abstractos de justicia que se convirtieron en normas jurídicas por la autoridad legislativa del emperador o el pueblo romano. Estas ideas se transmitieron a la Edad Media en la gran codificación del derecho romano llevada a cabo por el emperador Justiniano. El Corpus iuris civilis fue emitido en latín en tres partes: las Institutas, el Digesto y el Código. Fue el texto legal más influyente escrito en latín.
El sistema jurídico más extendido del mundo, el derecho continental, se basa en el Corpus en la mayor parte de Europa, Asia, Sudamérica y África, incluso las jurisdicciones de derecho mixto como Filipinas, Sudáfrica, Escocia, Quebec y Luisiana.

## Período bizantino medio
Tras el reinado de Justiniano, el Imperio entró en un período de rápido declive que permitió parcialmente las conquistas árabes, lo que debilitó aún más al Imperio. El conocimiento del latín, que había estado en declive desde la caída de Occidente, virtualmente desapareció, haciendo que muchos de los antiguos códices legales fueran casi inaccesibles. Estos acontecimientos contribuyeron a un debilitamiento dramático de los estándares jurídicos en el Imperio y una caída sustancial en los estándares de la erudición jurídica. La práctica del derecho era mucho más pragmática y, a medida que el conocimiento del latín en el Imperio decaía, el uso directo del «Corpus Juris Civilis» de Justiniano era abandonado a favor de resúmenes, comentarios y nuevas compilaciones escritas en griego.

### Ecloga
Los cambios en la vida interna del imperio que ocurrieron en los años posteriores a la publicación del código de Justiniano exigían una revisión de la legislación de modo que se cumplieran los requisitos de los tiempos. En el marco de las reformas introducidas por León III el Isaurio, (el primer emperador isaúrico), coadyuvó a la modificación de las leyes actuales. En 726 emitió la Ecloga, que llevaba su nombre, así como el nombre de su hijo Constantino. Ecloga, al referirse tanto al derecho civil como al penal, constituía, como se declaraba en el título, una «rectificación de la legislación de Justiniano hacia una versión más filantrópica». Se desconoce la membresía del comité de edición, pero su misión principal, sin embargo, fue, por un lado, modificar aquellas disposiciones que no estaban de acuerdo con los tiempos y, por el otro, proporcionar a los jueces un manual de derecho conciso para ayudarles a dispensar la justicia apropiadamente.
Las disposiciones de la Ecloga influenciadas por el espíritu cristiano así como por el derecho común, protegían y apoyaban la institución del matrimonio, aumentaban los derechos de las esposas y los hijos legales e introducían la igualdad de todos los ciudadanos ante la ley. Por otro lado se introdujeron las penas de amputación y ceguera, lo que refleja el concepto bizantino en este período de cambios. Por medio de su Ecloga, León III también se dirigió a los jueces, invitándolos ni a los pobres a despreciar ni a los injustos a dejarlos sin control. Además, en su esfuerzo por disuadir el soborno en el cumplimiento de sus deberes, hizo su pago local y pagadero por el tesoro imperial. Ecloga constituyó el manual básico de la administración de la justicia hasta los días de los emperadores macedonios, que también asumió la actividad legislativa, mientras que más tarde influyó en el derecho eclesiástico de la Iglesia ortodoxa rusa. Anteriormente, los investigadores atribuyeron las colecciones jurídicas la Ley agraria, el Nomos Rhodion Nautikos y el Nomos Stratiotikos a León III. Sin embargo, estas puntos de vista ya no son válidos.

### Ley agraria
Con la excepción de algunas ciudades, y especialmente Constantinopla, donde también se desarrollaron otros tipos de actividades económicas urbanas, la sociedad bizantina se mantuvo en su corazón agrícola. Una importante fuente del derecho, que refleja de manera particularmente característica la vida interna de las aldeas bizantinas durante la época bizantina media —desde el siglo VII hasta finales del siglo XII— es el Nomos Georgikos, también conocido como la Ley agraria (o Lex rustica). Debido a su importancia, la Ley agraria despertó el interés de los investigadores desde una etapa muy temprana. Desde entonces ha sido uno de los textos más discutidos sobre la historia interna de Bizancio. Se ha sugerido que, debido a las principales influencias causadas por la afluencia de eslavos al Imperio en el momento en que se estableció la Ley agraria, las tradiciones eslavas fueron de hecho una influencia importante para dicha ley, tanto en términos de por qué se desarrolló y su contenido.
Es una colección privada, continuamente enriquecida, y se refiere a casos específicos relevantes para la propiedad rural dentro del marco de la comunidad bizantina rural. Como es evidente por las disposiciones de la «Ley», los campesinos se organizaron en «comunidades» y colectivamente fueron responsables del pago del impuesto total del que era responsable la comunidad, y se les obligó a pagar también los montos correspondientes a los miembros endeudados de la ella. En cuanto a la cronología de su escritura, ya que el texto en sí no tiene una fecha específica, se sitúa entre la segunda mitad del siglo VI y mediados del siglo XIV. Muy pronto se reconoció como un manual de derecho de gran importancia que influyó en gran parte de la ley de los países eslavos y especialmente de Serbia y Rusia.

### Nomos Rhodion Nautikos
Los problemas de citas, similares a los de la Ley agraria, presentan un código de igual carácter, la «ley marítima de Rodas» —Nómos Rhodíon Nautikós—. Escrito probablemente entre los  años 600 y 800, es una colección de regulaciones de derecho marítimo divididas en tres partes. La primera parte se refiere a la ratificación de la «Ley naval» por parte de los emperadores romanos. El segundo especifica la participación de la tripulación en los beneficios marítimos y las regulaciones válidas en el barco, mientras que el tercero y más grande se refiere al derecho marítimo, como por ejemplo a la distribución de responsabilidad en caso de robo o daño a la carga o el barco. La Ley Naval se incluyó en los Basílicos de León VI el Sabio como complemento del libro 53.

### Derecho eclesiástico
De acuerdo con el modelo de las asociaciones jurídicas seculares, los cánones de los concilios eclesiásticos se referían a cuestiones eclesiásticas y regulaban la conducta del clero, tanto en lo secular como en asuntos de fe o convicción. El Concilio Quinisexto, conocido por sus cánones, fue convocado en los años de Justiniano II (691-692) y se ocupó exclusivamente de asuntos de disciplina. El objetivo del sínodo era cubrir las lagunas dejadas en el derecho canónico por los Segundo y Tercer Concilios de Constantinopla.
Esta colección de cánones se dividió en cuatro partes:
a) Los cánones que ratifican las decisiones doctrinales de los primeros seis concilios ecuménicos junto con las enseñanzas de los Padres de la Iglesia.
b) Los cánones que especifican las obligaciones del clero ministerial.
c) Los cánones que se refieren a los monjes.
d) Los cánones que se refieren a lo secular. La influencia de estos cánones continuó en el futuro y fueron ampliamente anotados por Balsamon, Zonaras y Aristenos, los tres grandes juristas eclesiásticos del siglo XII.

#### Ediciones
- La Didache, del siglo II
- La Ordenanza de la Iglesia Apostólica , del siglo III
- Las Constituciones Apostólicas, desde 375 hasta 380 d. C.
- Los Cánones apostólicos[9]

También hubo otras órdenes de la iglesia antigua que ya no existen en griego. Más tarde, surgieron colecciones más científicas, que incluyen:
- El Nomokanon de John Scholasticus, del siglo VI
- El Nomocanon en 14 títulos de Heraclio, del siglo VII
- El Nomocanon de Photios , del siglo IX
- El Sintagma de Theodore Balsamon y su Scholia al Nomocanon de Photios, del siglo XII
- La Sinopsis Canonum de Alexio Aristeno, del siglo XII

Todos estos libros fueron compilados más tarde por el monje athonita San Nicodemo el Hagiorite y se convirtió en la base de la moderna ley ortodoxa oriental, su Pedalion.

## Derecho bizantino posterior
Los siguientes textos jurídicos fueron preparados en el Imperio bizantino posterior:
- El Prochiron o Procheiros Nomos, nueva edición enriquecida de la Ecloga, publicada entre el 870[10] y el 879[11] bajo el nombre del emperador Basilio I el Macedonio y sus hijos Constantino y León; invalida partes de la Ecloga y restaura el derecho romano justinianeo, así como también las expresiones greco-latinas arcanas.
- La Epanagoge (repetita proelectio legis),[10] también de Basilio I y sus hijos León y Alejandro, compilación de carácter general publicada entre el 879 (hecha de la muerte de Constantino) y el 886;[10] presenta un ideal jurídico que se aproxima al espíritu clasicista y formalista del Corpus; incluye (1) una parte teórica y general sobre las leyes y la justicia; (2) una serie de títulos sobre el derecho público, la organización del imperio y sus funcionarios y la organización de la Iglesia; (3) el derecho procesal; (4) el derecho de familia.
- La Eisagoge del patriarca Focio, que incluye la ley novela, c.880[12]
  - la Eisagoge aucta - compendio jurídico en 54 títulos basado en la Eisagoge en los 16 primeros y a partir de este en el Prochiron, aunque incorporando materiales de los Basílicos y las Novelas de León VI
  - la Eisagoge cum Prochiron composita - compendio jurídico en 42 títulos que combina normas de la Eisagoge y del Prochiron junto con otras sacadas de los Basílicos
- Los Basílicos (o la Basiliká o Basilicae (repurgatio veterum legum) o Res regiae o imperatoriae), se divide en 60 libros publicados bajo el emperador León VI y sus hermanos Alejandro y Constantino VII, c. 900[12] o 906-11,[10] ordenados según el sistema del Código de Justiniano y cada título recoge los materiales correspondientes de las 4 partes del Corpus junto con las compilaciones griegas anteriores, aunque parcialmente; intenta sintetizar comentarios y índices del siglo VI (para el Digesto, preferentemente el del segundo anónimo, y, para el Código, el de Taleleo; para las Novellae se aprovechó el Epítome de Teodoro)[11] sobre las leyes de Justiniano por encabezados, y eliminar contradicciones. En el siglo XI, los Basílicos habían reemplazado el Corpus como la principal fuente del derecho bizantino.
  - La Synopsis (magna) Basilicorum, resumen de los Basílicos ordenado alfabéticamente por materias; a finales del siglo IX[13]
  - El Tipukeitos o Tipucitos, índice indicando los pasajes paralelos en los Basílicos; realizado por un autor anónimo en el siglo siglo XI.[14]
- El Epitome legum, más tarde conocido como el Epitome ad Prochiron mutata, una síntesis del derecho romano justinianeo y de la Epanagoge, c. 920-1[10][12]
- La Epanagoge aucta, una revisión en el siglo XI de la Epanagoge del siglo IX.[10]
- La Peira, colección de disposiciones administrativas, fisicales y agrarias; realizada por el eminente juez Eustacio Romano aprox. en el año 1034.[14]
- El Prochiron aucta, una revisión en el siglo XIII del Prochiron del siglo IX.[10]
- El Hexabiblos o Manuale legum, compilación en seis libros, publicada por el juez (nomophilax) de Tesalónica, Constantino Harmenópulos, en 1435; incluye el derecho civil y penal.
- El Hexabiblos aucta, una revisión del trabajo de Harmenopoulos de finales del siglo XIV por Ioannes Holobolos

Otros juristas (incluyendo al menos un emperador) prepararon colecciones privadas de casos y comentarios, pero estos no formaron el cuerpo de leyes utilizado por los juristas en general. Se sostiene que las 113 Novelas de León VI el Sabio caen en esta categoría.
Lokin argumenta que, aunque los textos legales posteriores tendieron a reordenar o explicar la obra de Justiniano del siglo VI, en lugar de crear una nueva ley, sí alteraron el lugar de autoridad para la ley (legis vigor) del emperador a Dios. En el trabajo de Justiniano, la ley mosaica y la autoridad de Dios apoyan al emperador, y son consultivas, pero no atemperan su absoluta autoridad. Este proceso ya ha comenzado en la Ecloga, que establece que la ley es dada por Dios por medio de Isaías 8:20, y se hace explícita primero en el Prochiron. Hubo, sin embargo, un "avance legislativo" durante este período, donde la redacción de las leyes antiguas y la jurisprudencia crearon nuevas leyes vigentes, aunque no se citaron explícitamente como tales.

## Legado
Durante la Alta Edad Media, la Ley Romana / Bizantina jugó un papel importante en toda la región del Mediterráneo y gran parte de Europa debido a la importancia económica y militar del Imperio.
Después de las conquistas islámicas del Mediterráneo oriental, los califas islámicos gradualmente codificaron sus sistemas jurídicos utilizando la ley romana / bizantina como un modelo importante. De hecho, se ha sugerido que fue la publicación de la Ecloga lo que estimuló la primera codificación importante de la ley imperial islámica.
Las tradiciones legales eslavas, incluidos los países que van desde Bulgaria hasta Rusia , se vieron sustancialmente influenciados por la Ley agraria. En menor medida, la Ecloga y otros códices bizantinos también influyeron en estas áreas. Durante los siglos XVIII y XIX, a medida que Rusia aumentaba su contacto con Occidente, comenzó a estudiarse el Código de Justiniano, lo que le dio esa influencia.
En Europa Occidental, después de la caída del Imperio Romano, la influencia de la ley romana / bizantina se hizo más indirecta, aunque siempre significativa durante gran parte de la Edad Media. Durante el Renacimiento europeo, los estudiosos occidentales adoptaron el Código de Justiniano como una base para la jurisprudencia, evitando muchos de los desarrollos legales posteriores del Imperio bizantino como la Ecloga. Esto fue en gran medida afectado por la división Este / Oeste (católico vs. ortodoxo) en la Iglesia. La percepción en Occidente era que la ley romana que se registró en latín era verdaderamente romana, mientras que las leyes posteriores escritas en griego eran distintas y extranjeras.